# يوخن جراف
يوخن جراف (بالإنجليزية: Jochen Graf)‏ (15 نوفمبر 1989 في الولايات المتحدة - ) هو لاعب كرة قدم أمريكي في مركز الهجوم.

## وصلات خارجية
- يوخن جراف على موقع قاعدة بيانات كرة القدم.إي يو (الإنجليزية)